# 270er v. Chr.
Portal Geschichte | Portal Biografien | Aktuelle Ereignisse | Jahreskalender | Tagesartikel

◄ |
1. Jahrtausend v. Chr. |

◄ |
4. Jh. v. Chr. |
3. Jahrhundert v. Chr. |
2. Jh. v. Chr. |
►

◄ | 300er v. Chr. | 290er v. Chr. | 280er v. Chr. | 270er v. Chr. |
260er v. Chr. |
250er v. Chr. |
240er v. Chr. |
►

279 v. Chr. |
278 v. Chr. |
277 v. Chr. |
276 v. Chr. |
275 v. Chr. |
274 v. Chr. |
273 v. Chr. |
272 v. Chr. |
271 v. Chr. |
270 v. Chr.

## Ereignisse

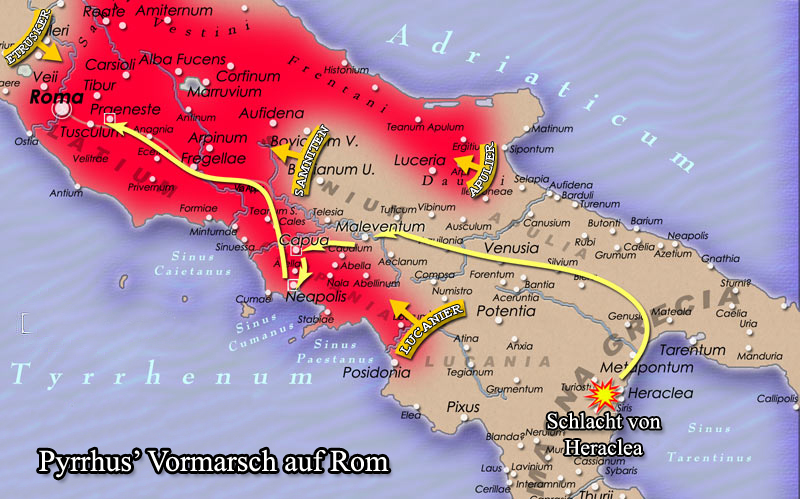
Pyrrhus’ Vormarsch auf Rom – 280 v. Chr. bis 275 v. Chr.

- 279 v. Chr.: Kelten dringen in Griechenland ein und plündern das Heiligtum von Delphi.
- 279 v. Chr.: König Pyrrhos I. von Epirus (318 v. Chr.–272 v. Chr.) siegt in der Schlacht bei Asculum (der sog. Pyrrhussieg).